# Mot et Saralegui
Mot et Saralegui war ein französischer Hersteller von Automobilen.

## Unternehmensgeschichte
Das Unternehmen begann 1902 mit der Produktion von Automobilen. Im gleichen Jahr endete die Produktion bereits wieder.

## Fahrzeuge
Das Unternehmen stellte leichte Kleinwagen her. Das offene Fahrzeug bot Platz für zwei Personen, die hintereinander sitzen konnten. Der Fahrer saß vorne.